# Björn Lindman
Björn Olof Lindman, född 30 juli 1942 i Uppsala, är en svensk kemist.
Lindman disputerade 1971 vid Lunds universitet och är sedan 1978 professor i fysikalisk kemi vid Lunds universitet. Hans forskning har framför allt gällt studier av fenomen inom ytkemi och kolloidkemi med hjälp av kärnmagnetisk resonans (NMR).
Lindman är ledamot av Ingenjörsvetenskapsakademien sedan 1984, och sedan 1994 ledamot av Kungliga Vetenskapsakademien, i klassen för teknik.